# Весёлый (Мартыновский район)
Весёлый — хутор в Мартыновском районе Ростовской области.
Входит в состав Ильиновского сельского поселения.

## География
Расположен на левом берегу реки Большая Куберле на границе с Зимовниковским районом, в 30 км к востоку от Большой Мартыновки (райцентр) и в 25 км к юго-западу от Волгодонска. Ближайший населенный пункт — Братский (на противоположном берегу реки).
Климат
Хутор находится в зоне с континентальным климатом (сухим) с умеренно холодной, малоснежной зимой и очень тёплым и солнечным летом. Средняя температура июля +23,5 °C. Среднегодовая температура составляет +9,3 °C (+9,6 °С — по современным нормам). Зимняя температура выше 0 °С — довольно частое для города явление, однако не редки и затяжные периоды сильных морозов с температурой −15 °С и ниже (преимущественно в январе и феврале).

## Население
| 2010 |
| ---- |
| 307  |